# Tarcza dociskowa
Tarcza dociskowa – część sprzęgła tarczowego, która współpracuje z tarczą sprzęgła. Obraca się ona wraz z kołem zamachowym, jednak musi mieć możliwość przesuwania się wzdłuż osi sprzęgła w chwili jego włączenia lub wyłączenia. Dlatego tarcze dociskowe łączy się z kołem zamachowym przesuwnie, za pomocą sprężystych łączników mocowanych do pokrywy sprzęgła lub specjalnych nadlewów w tarczy, wchodzących w rowki prowadzące koła zamachowego lub pokrywy sprzęgła. Tarcze dociskowe powinny mieć dużą sztywność w celu uzyskania równomiernego docisku oraz dużą masę akumulującą ciepło powstające podczas tarcia.